# Francesco Chicchi
Francesco Chicchi (Camaiore, 27 de noviembre de 1980) es un exciclista profesional italiano.
A principios de 2017 anunció su retirada como profesional.

## Palmarés
| 2002 (como amateur) - La Popolarissima - Campeonato Mundial en Ruta sub-23 - 1 etapa del Girobio 2006 - 1 etapa de los Tres Días de Flandes Occidental - 1 etapa de los Cuatro días de Dunkerque - 1 etapa de la Vuelta a Gran Bretaña 2007 - 1 etapa del Brescia Tour - 2 etapas de la Vuelta a Dinamarca 2008 - 1 etapa de la Tirreno-Adriático - 2 etapas de la Settimana Coppi e Bartali - 1 etapa de la Volta a Cataluña - 1 etapa del Tour de Eslovenia - 1 etapa del Tour de Misuri 2009 - 1 etapa del Tour Down Under - 1 etapa del Tour de Misuri 2010 - 1 etapa del Tour de San Luis - 2 etapas del Tour de Catar - 1 etapa de la Settimana Coppi e Bartali - 1 etapa del Tour de California - 1 etapa del Tour de Eslovenia - Gran Premio Ciudad de Modena-Memorial Viviana Manservisi | 2012 - 2 etapas del Tour de San Luis - 1 etapa de los Tres Días de Flandes Occidental - Nokere Koerse - Handzame Classic 2013 - 2 etapas del Tour de Langkawi - Riga Grand Prix - Jurmala G. P. 2014 - 3 etapas de la Vuelta a Venezuela 2015 - 1 etapa de la Settimana Coppi e Bartali - 1 etapa de la Vuelta a Venezuela 2016 - 1 etapa de la Boucles de la Mayenne |

## Resultados en Grandes Vueltas
Durante su carrera deportiva consiguió los siguientes puestos en las Grandes Vueltas:
| Carrera | Carrera         | 2003 | 2004 | 2005 | 2006 | 2007 | 2008 | 2009 | 2010 | 2011 | 2012 | 2013 | 2014 | 2015 | 2016 |
| ------- | --------------- | ---- | ---- | ---- | ---- | ---- | ---- | ---- | ---- | ---- | ---- | ---- | ---- | ---- | ---- |
|         | Giro de Italia  | —    | —    | —    | —    | —    | —    | —    | —    | Ab.  | Ab.  | Ab.  | Ab.  | —    | —    |
|         | Tour de Francia | —    | —    | —    | —    | —    | Ab.  | —    | —    | —    | —    | —    | —    | —    | —    |
|         | Vuelta a España | —    | —    | —    | —    | Ab.  | —    | —    | —    | —    | —    | —    | —    | —    | —    |

—: no participa

Ab.: abandono

## Equipos
- Fassa Bortolo (2003-2005)
- Quick Step (2006)
- Liquigas (2007-2010)
  - Liquigas (2007-2009)
  - Liquigas-Doimo (2010)
- QuickStep (2011-2012)
  - QuickStep Cycling Team (2011)
  - Omega Pharma-QuickStep (2012)
- Vini Fantini/Neri Sottoli (2013-2014)
- Androni Giocattoli-Sidermec (2015-2016)